# Simulium teruamanga
Simulium teruamanga es una especie de insecto del género Simulium, familia Simuliidae, orden Diptera.
Fue descrita científicamente por Craig & Craig, 1987.